# جان بيير ديستروميلي
جان بيير ديستروميلي (بالفرنسية: Jean-Pierre Destrumelle) (2 يناير 1941 - 19 أبريل 2002) لاعب كرة قدم فرنسي سابق سبق له اللعب في خط الوسط لصالح أندية روان ومارسيليا وباريس سان جيرمان . وبعد اعتزاله اللعب اتجه إلى التدريب وقام بتدريب أندية فالينسيان ، باستيا ، ليون ، بيزيرز ، وأورليانز .

## روابط خارجية
- جان بيير ديستروميلي على موقع قاعدة بيانات كرة القدم.إي يو (الإنجليزية)
- جان بيير ديستروميلي على موقع عالم كرة القدم.نت (الإنجليزية)